# Вила Лацарини (Мачерата)
Вила Лацарини је насеље у Италији у округу Мачерата, региону Марке.
Према процени из 2011. у насељу је живело 6 становника. Насеље се налази на надморској висини од 190 м.